# P.S. I Love You (canção)
"P.S. I Love You" é uma canção composta principalmente por Paul McCartney  creditada a Lennon/McCartney, que foi gravada e lançada pelos Beatles primeiramente com um single (lado B de "Love Me Do") em 5 de outubro de 1962. Ela também fez parte do primeiro álbum da banda, Please Please Me, de 1963.

## Gravação
A versão do single foi gravada em 10 takes em 11 de setembro de 1962 no Abbey Road Studios, Londres. O baterista Andy White (incluído na gravação pelo produtor George Martin, pois este não estava contente com Pete Best, e não tinha ouvido ainda Ringo Starr) deu a gravação um toque cha-cha-cha. Ringo Starr tocou  maracas na canção.
Os Beatles com Ringo Starr na bateria também gravaram a canção para a rádio BBC em 25 de outubro e 27 de novembro de 1962 e ainda no dia 17 de junho de 1963 para os respecitvos programas Here We Go, Talent Spot, e Pop Go the Beatles.

## Inspiração
Escrita em 1961, enquanto os Beatles estavam em Hamburgo, a canção foi considerada uma dedicação de Paul McCartney a sua namorada na época, Dot Rhone. Entretanto Paul negou isso.

## Créditos
- Paul McCartney — baixo, vocal principal
- John Lennon — violão eletro-acústico, vocal de apoio
- George Harrison — violão eletro-acústico, vocal de apoio
- Andy White — bateria
- Ringo Starr — maracas